# Simatohir S
Simatohir S is een bestuurslaag in het regentschap Tapanuli Selatan van de provincie Noord-Sumatra, Indonesië. Simatohir S telt 331 inwoners (volkstelling 2010).